# 朱敬則
朱敬則（635年—709年），字少連，亳州永城（今河南永城）人。

## 生平
世代望族，“自周至唐，三代矽表，門標六悶，州黨美之。”歷官右补阙、正谏大夫兼修国史，迁同凤阁鸾台平章事。长安三年，与刘知几、李峤、徐坚、吴兢等撰本朝史。晚年辞官归里，“无淮南一物，唯有所乘马一匹，诸子好步从而归。”景龍三年（709年）卒，終年七十五歲。

## 著作
著《十代兴亡论》，凡十一篇，有《魏武帝论》、《晋高祖论》、《宋武帝论》、《北齐高祖论》、《北齐文襄论》、《北齐文宣论》、《梁武帝论》、《陈武帝论》、《陈后主论》、《隋高祖论》、《隋炀帝论》。